# NGC 129

NGC 129

NGC 129 هي مجرة تتبع كوكبة ذات الكرسي. اكتشفها ويليام هيرشل في 16 ديسمبر 1788.

## روابط خارجية
- NGC 129 على موقع ويكي سكاي: DSS2, SDSS, GALEX, IRAS, Hydrogen α, X-Ray, Astrophoto, Sky Map, Articles and images